# Poltys
Poltys är ett släkte av spindlar. Poltys ingår i familjen hjulspindlar.

## Dottertaxa tillPoltys, i alfabetisk ordning[1]
- Poltys acuminatus
- Poltys apiculatus
- Poltys baculiger
- Poltys bhabanii
- Poltys bhavnagarensis
- Poltys caelatus
- Poltys columnaris
- Poltys corticosus
- Poltys dubius
- Poltys elevatus
- Poltys fornicatus
- Poltys frenchi
- Poltys furcifer
- Poltys godrejii
- Poltys grayi
- Poltys horridus
- Poltys idae
- Poltys illepidus
- Poltys jujorum
- Poltys kochi
- Poltys laciniosus
- Poltys longitergus
- Poltys millidgei
- Poltys monstrosus
- Poltys mouhoti
- Poltys nagpurensis
- Poltys nigrinus
- Poltys noblei
- Poltys pannuceus
- Poltys pogonias
- Poltys raphanus
- Poltys rehmanii
- Poltys reuteri
- Poltys squarrosus
- Poltys stygius
- Poltys timmeh
- Poltys turriger
- Poltys turritus
- Poltys unguifer
- Poltys vesicularis